# Prairies et terres arbustives de montagne
Pour les articles homonymes, voir Prairie et Pelouse (homonymie).
Localisation
Les prairies et terres arbustives de montagne représentent un biome défini par le WWF. 

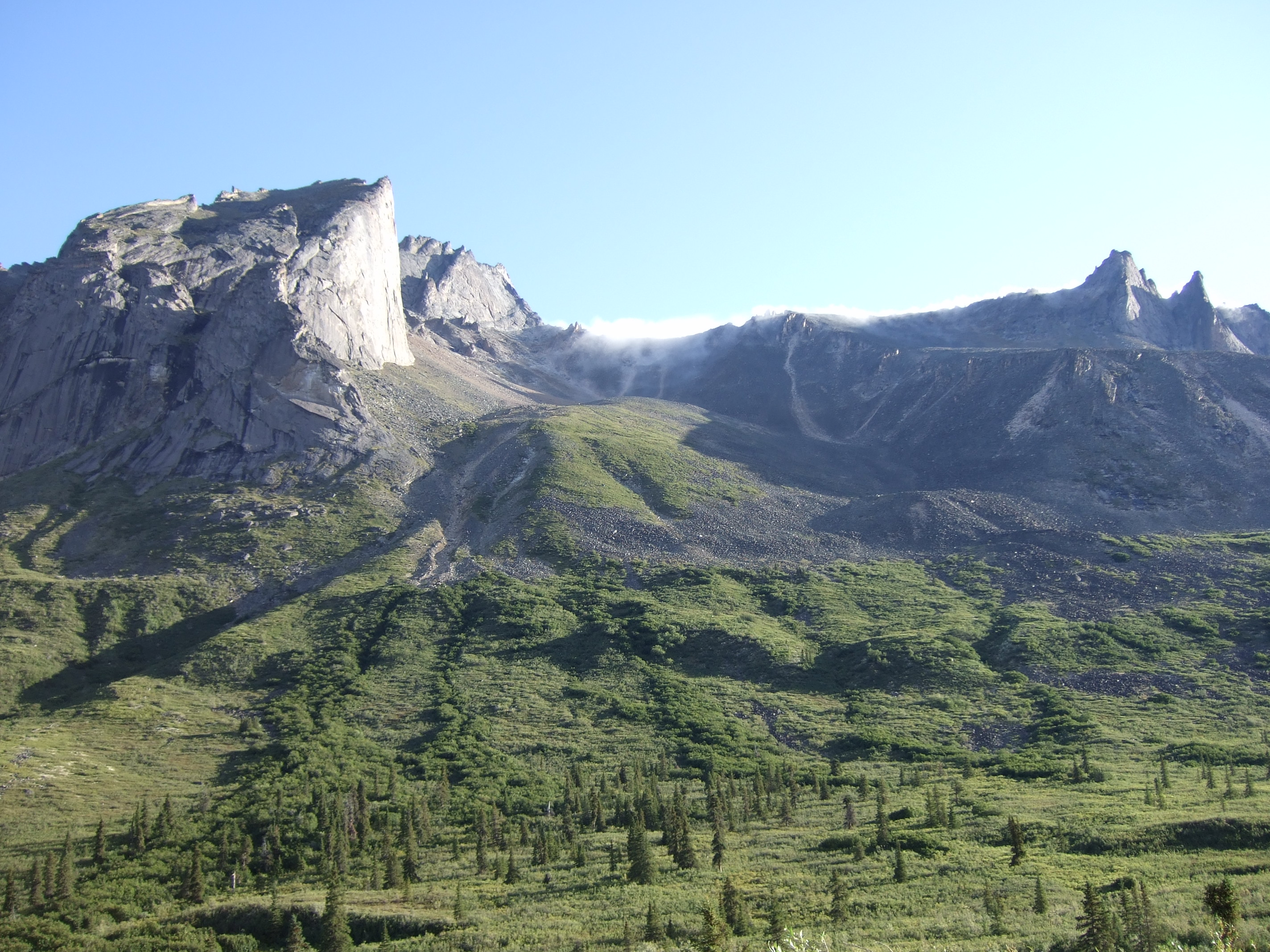
Toundra alpine et reliques glaciaires du Yukon ; Ogilvie Mountains

C'est un biome terrestre azonal appelé aussi pelouses alpines.
Il existe une cinquantaine de régions de ce type à travers le monde.

## Caractéristiques
Il est constitué de prairies et de broussailles vivant à haute altitude (montagne, étage alpin et étage subalpin).
Les prairies et brousses d'altitude situées au-dessus de la limite des arbres sont souvent nommées toundra alpine, et présentes dans de nombreuses régions montagneuses du monde (ex : toundra alpine de l'intérieur du Yukon et de l'Alaska ou des monts Ogilvie et MacKenzie). La saisonnalité, la disponibilité en lumière (intensité, photopériode) varient fortement entre la toundra arctique et la toundra alpine tropicale.
Sous la limite des arbres, les prairies et broussailles sont alors dites « subalpines ». Les forêts subalpines chétives telles que les krummholz grandissent là où des conditions climatiques rigoureuses, un vent fort et un sol pauvre créent des forêts naines et torsadées d'arbres à croissance lente.
Là où le climat est plus sec, on trouve des prairies et savanes de montagnes, comme dans les highlands éthiopiens et des steppes de montagne telles que le plateau tibétain.

### En zone tropicale
Dans les régions tropico-équatoriales et subtropicales d'altitude, ce biome évolue souvent comme un "îlot isolé", se dissociant des autres régions montagneuses inhabitées par un climat plus chaud et une altitude moins élevée. Il abrite fréquemment de nombreuses espèces endémiques. Des communautés de plantes distinctives y ont évolué en réponse au climat froid et humide mais baigné de lumière.
La plus grande communauté est l'écosystème néotropique Páramo dans la cordillère des Andes. Les plantes caractéristiques de cet habitat montrent leur adaptation par leur forme en chou (rosette), leur surface cireuse et leurs feuilles velues.
Ces conditions climatiques se trouvent également dans les montagnes de l'Afrique centrale et de l'est, au mont Kinabalu à Bornéo, aux central highlands de Nouvelle-Guinée.
Une caractéristique unique de nombreuses régions humides et tropicales montagneuses est la présence de plantes géantes en forme de rosette de familles diverses : Lobelia (afrotropique), Puya (néotropique), Cyathea (Nouvelle-Guinée), et Argyroxiphium (Hawaii). Il y quatorze écorégions en Afrique continentale.

## État, pressions et menaces
Ces biomes sont souvent relativement préservés par la pauvreté de leurs sols, leur climat extrême et leur isolement géographique.
Néanmoins, ils peuvent être localement affectés par des carrières, mines, routes ou projets de barrages hydroélectriques, et pourraient à terme être dégradés par le réchauffement climatique et le dérèglement climatique qui peuvent modifier le régime des températures et des pluies. En particulier, en cas de réchauffement les épinettes ou bouleaux couchés par le vent pourraient se relever et mieux disperser leurs graines en faveur d'une remontée du niveau des forêts, mais localement ces dernières pourraient aussi peut-être être plus vulnérables aux UV, à l'ozone, aux incendies de forêts ou aux attaques de parasites favorisées par des sécheresses estivales. Dans le parc national de la Gaspésie, on a par exemple mesuré une croissance radiale des arbres de ces régions (de 1942 à nos jours au moins)